# Rebel Yell
Rebel Yell (рус. Бунтарский крик) — второй студийный альбом британского рок-музыканта Билли Айдола, вышедший в 1983 году. Это название Айдол позаимствовал у марки бурбона, который однажды выпил в гостях у группы Rolling Stones (бурбон был, в свою очередь, назван в честь боевого клича армии конфедератов, о чём Айдол тогда не знал).

## Об альбоме
Диск был записан всего за три дня на студии «Electric Lady Studios» в Нью-Йорке и выпущен 3 декабря 1983 года.
Rebel Yell оказался очень успешным, и четыре сингла с него попали в чарт «Billboard Hot 100», сам же альбом добрался до шестой позиции в чарте «Billboard Hot 200». Альбом занял 95-ю позицию в рейтинге «100 лучших рок-альбомов всех времён» по версии журнала Classic Rock: «Если бы хоть половина металлистов изредка производила подобные творения, мир рока был бы гораздо богаче и разнообразнее».

## Список композиций
Все песни написаны Билли Айдолом и Стивом Стивенсом, за исключением особо отмеченных
1. «Rebel Yell» — 4:47
2. «Daytime Drama» — 4:03
3. «Eyes Without a Face» — 4:57
4. «Blue Highway» — 5:06
5. «Flesh for Fantasy» — 4:37
6. «Catch My Fall» (Айдол) — 3:43
7. «Crank Call» — 3:58
8. «(Do Not) Stand in the Shadows» — 3:12
9. «The Dead Next Door» — 3:52

Бонус-треки на переиздании 1999 года
1. «Rebel Yell (Session Take)» — 5:26
2. «Motorbikin' (Session Take)» — 4:16
3. «Catch My Fall (Original Demo)» — 4:10
4. «Flesh for Fantasy (Session Take)» — 5:08
5. «Blue Highway (Original Demo)» — 4:58

В оригинальной версии полноформатной пластинки первая сторона содержит треки 1-4; вторая сторона — 5-9.

## Синглы
1. «Rebel Yell» (1/1984 — IDOL 2)
2. «Eyes Without a Face» (6/1984 — IDOL 3) — #4 США
3. «Flesh for Fantasy» (9/1984 — IDOL 4) — #29 США
4. «Catch My Fall» (1984) — #50 U.S.
5. «Rebel Yell» (UK re-release) (9/1985 — IDOL 6) — #46 США
6. «Catch My Fall» (UK re-release from Vital Idol) (8/1988 — IDOL 13)

## В записи участвовали
- Билли Айдол (Billy Idol) — вокал, гитара
- Стив Стивенс (Steve Stevens) — гитара, клавишные, бас-гитара
- Стив Уэбстер (Steve Webster) — бас-гитара
- Джуди Дозер (Judi Dozier) — клавишные
- Томми Прайс (Thommy Price) — ударные
- Джек Уолдмэн (Jack Waldman) — клавишные
- Грегг Герсон (Gregg Gerson) — ударные на «(Do Not) Stand in the Shadows»
- Марс Уилльямс (Mars Williams) — саксофон на «Catch My Fall»
- Перри Лайстер (Perri Lister) — бэк-вокал на «Eyes Without a Face»
- Сол Куэвас (Sal Cuevas) — бас-гитара на «Eyes Without a Face»